# Rhododendron niveoflorum
Rhododendron niveoflorum är en ljungväxtart som beskrevs av Graham Charles George Argent. Rhododendron niveoflorum ingår i släktet rododendron, och familjen ljungväxter. Inga underarter finns listade i Catalogue of Life.